# Красносельская культура
Красносельская культура — археологическая культура конца позднего палеолита. Территория её распространения — бассейны рек Неман, Днепр и его приток Припять.
На территории современного украинского Полесья к этому типу культуры принадлежат найденные и исследованные стоянки близ сёл Красноселье, Великий Мидск (оба — Ровенской области), Лютка, Самары (оба — Волынской области), Раска (Киевской области); в урочище Бор в Новгород-Северском районе Черниговской области. Все указанные стоянки датируются ІХ тыс. до н. э., что означает, что их обитатели жили в холодных условиях последнего оледенения.
Найденный на стоянках кремнёвый инвентарь характеризуется грубыми черешковыми наконечниками стрел, отщеповой техникой раскола кремня, одноплоскостными нуклеусами, короткими скребками, ретушными резцами на отщепах. Жители стоянок, очевидно, охотились на северных оленей.
По мнению археологов, данная культура происходит от культуры Люнгбю, для которой характерны крупные наконечники особого типа. Именно такие наконечники были найдены на ранних красносельских стоянках. Население культуры Люнгбю пришло в Полесье с запада.
Послеледниковое потепление около VІІІ тыс. до н. э. привело к изменениям в климате и, соответственно, сказалось на археологических культурах. По мнению археологов, красносельская финально-палеолитическая культура трансформировалась в мезолитическую песочноровскую культуру.

## Джерела
- Красносільська культура у базі Інституту історії України НАН України